# بطولة WWE للنساء (1956–2010)
بطولة WWE للنساء (من 1956 إلى 2010) كانت بطولة عالمية للمصارعة النسائية المحترفة في شركة المصارعة العالمية الترفيهية (WWE). تدعي الشركة أن تاريخ البطولة يعود إلى 18 سبتمبر 1956، عندما أصبحت ذا فابيولس مولا بطلة العالم الثالثة للنساء في اتحاد NWA. في ذلك الوقت، لم تكن WWE موجودة بعد، لكن الشركة تعترف بعام 1956 كتاريخ تأسيس البطولة ولا تعترف بأي تغييرات في اللقب من حين أصبحت مولا بطلة حتى خسرته في عام 1984. قبل أن تخسر مولا البطولة، باعت حقوق اللقب إلى الإتحاد العالمي للمصارعة (WWF)، وأصبحت تُعرف باسم بطولة WWF للنساء. ثم تم تغيير اسمها مرة أخرى في عام 2002 إلى بطولة WWE للنساء بعد تغيير اسم الشركة إلى WWE. بادعاء الشركة أن تاريخ البطولة يعود إلى عام 1956، أصبحت بطولة النساء أقدم بطولة مصارعة محترفة نشطة في WWE حتى إلغائها في عام 2010 بعد توحيدها مع بطولة WWE للديفاز، والتي أصبحت تُعرف لفترة وجيزة باسم بطولة WWE للديفاز الموحدة. كانت ليلى آخر بطلة تحمل اللقب.
تم إنشاء بطولة جديدة تدعى أيضاً "بطولة WWE للنساء" في أبريل 2016، وعلى الرغم من أن البطولتين تحملان نفس الاسم وتعتبر البطولة الأصلية السابقة لها، إلا أن البطولة الجديدة لا تحمل نفس التسلسل التاريخي للبطولة الأصلية. في سبتمبر 2016، تم تغيير اسم البطولة الجديدة إلى "بطولة رو للنساء"، لكنها عادت إلى اسمها السابق بطولة WWE للنساء في يونيو 2023.

## التاريخ

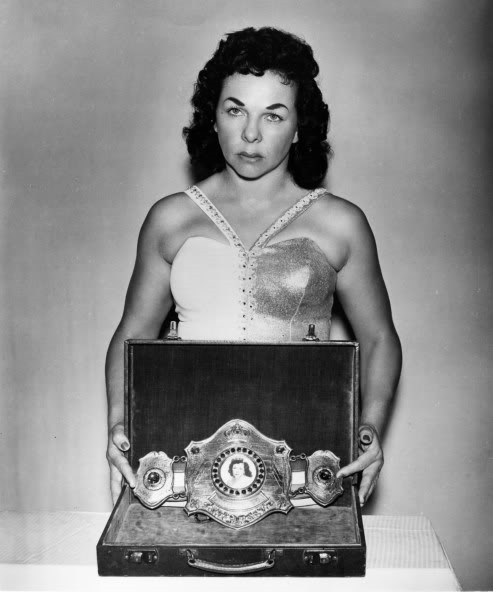
ذا فابيولس مولا، أول بطلة للنساء ومن حمل اللقب لأطول مدة زمنية، اعترفت بها WWE بأنها احتفظت باللقب لمدة 28 عامًا (1956-1984)؛ تظهر هنا بحزام البطولة الأصلي

في 18 سبتمبر 1956، أصبحت ذا فابيولس مولا بطلة العالم الثالثة للنساء في اتحاد NWA. في ذلك الوقت، لم تكن WWE موجودة بعد، ولم تصبح شركة مستقلة حتى عام 1963، عندما انفصلت شركة كابيتول للمصارعة (CWC) عن شركة التحالف الوطني للمصارعة (NWA) لتأسيس الاتحاد العالمي الشامل للمصارعة (WWWF). دافعت مولا عن البطولة كبطلة العالم للنساء في اتحاد NWA حتى 19 مايو 1984؛ وكانت WWWF قد تغير اسمها إلى الاتحاد العالمي للمصارعة (WWF) بحلول ذلك الوقت. في عام 1983، انفصلت WWF عن اتحاد NWA، وبيعت حقوق البطولة إلى WWF في عام 1984، وتم الاعتراف بمولا كبطلة WWF للنساء. بدلاً من بدء عهدها في عام 1984، ادعت WWF أن تاريخ عهدها يعود إلى عندما أصبحت بطلة لأول مرة في عام 1956. لا تعترف WWE بالبطولات السابقة أو التغييرات في اللقب بين عامي 1956 وعام 1984 عندما خسرته مولا (على الرغم من أن اتحاد NWA يعترف بها). نتيجة لذلك، يُعتبر أن عهد مولا الأول استمر 28 عامًا وفقًا للشركة.
في عام 1990، أصبحت بطولة النساء غير نشطة بعد أن تخلت روكين روبن عن اللقب بعد مغادرتها WWF. ثم في ديسمبر 1993، تم إعادة تفعيل البطولة عندما فازت ألوندرا بليز ببطولة لتحديد بطلة جديدة. ومع ذلك، أصبحت البطولة غير نشطة مرة أخرى عندما تم إطلاق سراح بليز من WWF. في عام 1995، وقعت بليز، المعروفة باسم مادوسا، عقدًا مفاجئًا مع بطولة العالم للمصارعة (WCW) وألقت حزام البطولة، الذي كان لا يزال بحوزتها، في سلة مهملات خلال حلقة من WCW نيترو يوم الإثنين (وفي خطابها عند إدخالها قاعة مشاهير WWE عام 2015، "أستعادت" البطولة رمزيًا). تم إعادة تفعيل بطولة النساء مرة أخرى في سبتمبر 1998 خلال حقبة الموقف (Attitude Era) عندما هزمت جاكولين مور سيبل لتفوز باللقب.

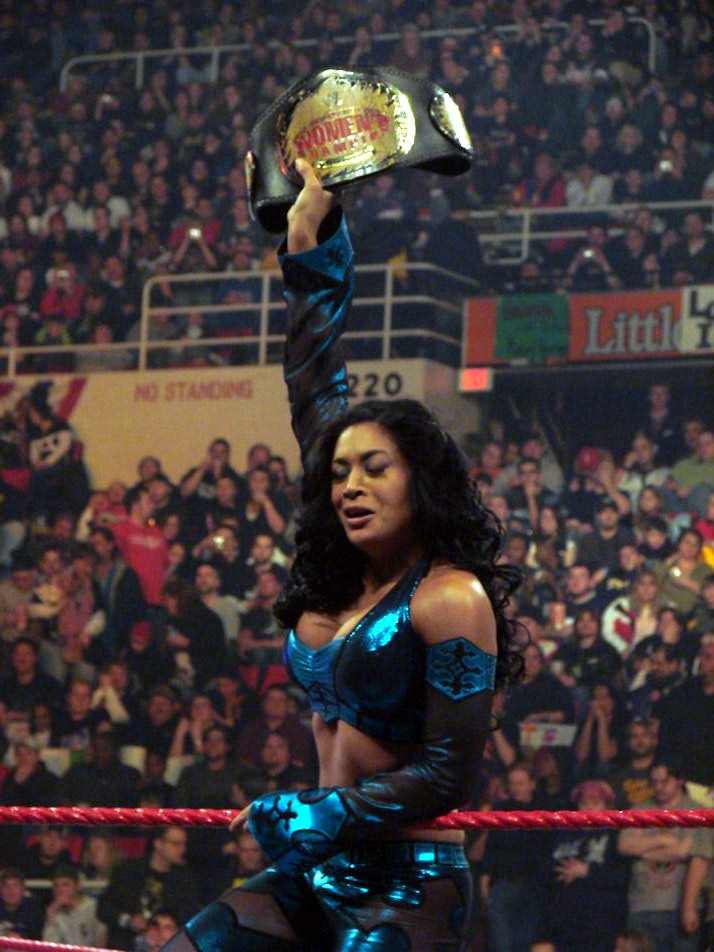
ميلينا في عهدها الثالث كبطلة للنساء بعد هزيمة بيث فينيكس على اللقب في مهرجان رويال رامبل 2009

بعد تغيير اسم WWF إلى WWE في عام 2002، أصبحت البطولة تُعرف باسم "بطولة WWE للنساء". مع تطبيق نظام العلامات التجارية (Brand Extension) في مارس 2002، كانت بطولة النساء تُدافع عنها في البداية على علامتي رو وسماكداون، بينما كانت معظم الألقاب حصرية لعلامة واحدة. وفي سبتمبر، أصبحت البطولة حصرية لعلامة رو فقط. ظلت بطولة النساء البطولة الوحيدة التي تتنافس عليها النساء حتى 4 يوليو 2008، عندما تم إنشاء بطولة موازية تُسمى بطولة WWE للديفاز لعلامة سماكداون. في 13 أبريل 2009، أصبحت بطولة النساء حصرية لعلامة سماكداون عندما تم نقل البطلة الحالية ميلينا من رو إلى سماكداون خلال دورة الانتقالات عام 2009 لتحل محل بطلة الديفاز الحالية ماريس، التي تم نقلها إلى رو.
تم توحيد بطولة النساء مع بطولة الديفاز في حدث ليلة الأبطال في سبتمبر 2010، مما أدى إلى إنشاء بطولة WWE دبفاز الموحدة وإلغاء بطولة النساء، حيث اتبعت البطولة الموحدة تسلسل بطولة الديفاز؛ وفي النهاية تم إزالة كلمة "الموحدة" من اسمها.
في 3 أبريل 2016، خلال حدث راسلمينيا 32، تم تقديم بطولة جديدة تدعى "بطولة WWE للنساء" (والتي كانت تُعرف باسم "بطولة رو للنساء" من سبتمبر 2016 إلى يونيو 2023) لتحل محل بطولة الديفاز. هذه البطولة الجديدة لا تحمل نفس التسلسل التاريخي لبطولة الديفاز أو بطولة النساء الأصلية، لكن WWE تعترف بها كخليفة لكليهما.

## المسابقات

### مسابقة بطولة WWF للنساء (1993)
كانت مسابقة بطولة WWF للنساء عبارة عن مسابقة لتحديد بطلة جديدة لـ WWF للنساء بعد إعادة تفعيل اللقب بعد ثلاث سنوات من جموده.
|  | نصف النهائي     | نصف النهائي     | نصف النهائي |  |               | النهائي       | النهائي | النهائي |
|  |                 |                 |             |  |               |               |         |         |
|  | ألوندرا بلايز   | ألوندرا بلايز   | تثبيت       |  |               |               |         |         |
|  | أليسون رويال    |                 |             |  |               |               |         |         |
|  |                 |                 |             |  | ألوندرا بلايز | ألوندرا بلايز | تثبيت   |         |
|  |                 | هايدي لي مورغان |             |  |               |               |         |         |
|  | هايدي لي مورغان | هايدي لي مورغان | تثبيت       |  |               |               |         |         |
|  | رستي توماس      |                 |             |  |               |               |         |         |

### مسابقة بطولة WWE للنساء (2006)
كانت مسابقة بطولة WWE للنساء عبارة عن بطولة لتتويج بطلة جديدة للبطولة النسائية بعد اعتزال البطلة تريش ستراتس مسيرتها في المصارعة. بدأت الجولة الأولى في 25 سبتمبر 2006 وانتهت في عرض الأحد السيبراني، حيث تمكنت ليتا، التي هزمتها ستراتس في مباراة اعتزالها، من التغلب على ميكي جيمس والفوز باللقب.
|  | ربع النهائي رو 25 سبتمبر 2, 9 و 15 أوكتوبر | ربع النهائي رو 25 سبتمبر 2, 9 و 15 أوكتوبر | ربع النهائي رو 25 سبتمبر 2, 9 و 15 أوكتوبر |           |       | نصف النهائي رو October 23 and 30 | نصف النهائي رو October 23 and 30 | نصف النهائي رو October 23 and 30 |  |  | النهائي الأحد السيبراني | النهائي الأحد السيبراني | النهائي الأحد السيبراني |
|  |                                            |                                            |                                            |           |       |                                  |                                  |                                  |  |  |                         |                         |                         |
|  | 1                                          | ليتا                                       | تثبيت                                      |           |       |                                  |                                  |                                  |  |  |                         |                         |                         |
|  | 8                                          | كانديس                                     | 0:28                                       |           |       |                                  |                                  |                                  |  |  |                         |                         |                         |
|  | 8                                          | كانديس                                     | 0:28                                       |           |       | ليتا                             | تثبيت                            |                                  |  |  |                         |                         |                         |
|  |                                            |                                            |                                            |           |       | ليتا                             | تثبيت                            |                                  |  |  |                         |                         |                         |
|  |                                            |                                            | ماريا                                      | 2:19      |       |                                  |                                  |                                  |  |  |                         |                         |                         |
|  | 4                                          | ماريا                                      | ماريا                                      | 2:19      | خلع   |                                  |                                  |                                  |  |  |                         |                         |                         |
|  | 4                                          | ماريا                                      |                                            |           | خلع   |                                  |                                  |                                  |  |  |                         |                         |                         |
|  | 5                                          | كانديس توري ويلسون فيكتوريا                | 1:14                                       |           |       |                                  |                                  |                                  |  |  |                         |                         |                         |
|  |                                            |                                            |                                            |           |       |                                  |                                  |                                  |  |  |                         | ليتا                    | تثبيت                   |
|  |                                            |                                            |                                            | ميكي جيمس | 8:09  |                                  |                                  |                                  |  |  |                         |                         |                         |
|  | 3                                          | ميكي جيمس                                  | تثبيت                                      |           |       |                                  |                                  |                                  |  |  |                         |                         |                         |
|  | 6                                          | فيكتوريا                                   | 2:51                                       |           |       |                                  |                                  |                                  |  |  |                         |                         |                         |
|  | 6                                          | فيكتوريا                                   | 2:51                                       |           |       | ميكي جيمس                        | تثبيت                            |                                  |  |  |                         |                         |                         |
|  |                                            |                                            |                                            |           |       | ميكي جيمس                        | تثبيت                            |                                  |  |  |                         |                         |                         |
|  |                                            |                                            | ميلينا                                     | 4:00      |       |                                  |                                  |                                  |  |  |                         |                         |                         |
|  | 2                                          | ميلينا                                     | ميلينا                                     | 4:00      | تثبيت |                                  |                                  |                                  |  |  |                         |                         |                         |
|  | 2                                          | ميلينا                                     |                                            |           | تثبيت |                                  |                                  |                                  |  |  |                         |                         |                         |
|  | 7                                          | توري ويلسون                                | 2:43                                       |           |       |                                  |                                  |                                  |  |  |                         |                         |                         |

- فازت ميلينا على ويلسون في مباراة الحطّابات .
- ماريا فازت على كانديس وفيكتوريا وويلسون في مباراة حمالات الصدر والسراويل الداخلية .
- المباراة النهائية بين ليتا وجيمس كانت مباراة حطّابات .

## تاريخ تخصيص العلامات التجارية
بعد تقسيم العلامات التجارية في WWE في 25 مارس، أصبحت جميع الألقاب في WWE حصرية إما لعلامة رو أو سماكداون. فيما يلي قائمة بالتواريخ التي توضح انتقال بطولة النساء بين علامتي رو و سماكداون.
| تاريخ الانتقال | ماركة    | ملحوظات |
| -------------- | -------- | --- |
| 23 سبتمبر 2002 | رو       | أصبحت بطولة WWE للنساء حصرية لـ رو. في عام 2008، تم تأسيس بطولة WWE ديفاز لـ سماكداون كنظير لبطولة النساء. |
| 13 أبريل 2009  | سماكداون | تم نقل بطلة النساء ميلينا إلى سماكداون خلال درافت 2009 . |
| 19 سبتمبر 2010 | N/A      | في عرض ليلة الأبطال، قامت ميشيل مكول بتوحيد بطولة الديفاز مع بطولة النساء. تم إلغاء بطولة النساء، وأصبحت بطولة الديفاز تُعرف لفترة وجيزة باسم بطولة WWE دبغاز الموحدة، وتم الدفاع عنها في كل من رو و سماكداون. |

## العهود

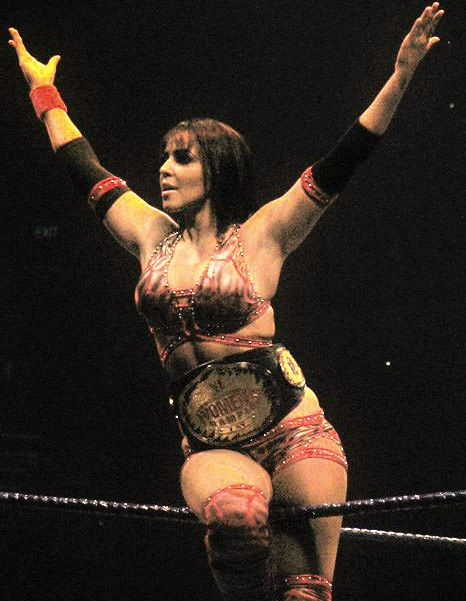
كانت ليلى هي البطلة النهائية قبل إلغاء اللقب في عام 2010.

على مدار تاريخ البطولة الذي امتد لـ 56 عامًا، كان هناك 59 عهدًا معترفًا به بين 29 بطلة معترف بها و4 فترات شغور (هناك 6 عهود و3 أشخاص غير معترف بهم من قبل WWE). وفقًا للتاريخ الرسمي للبطولة من WWE، كانت البطلة الأولى هي ذا فابيولس مولا، التي هزمت جودي غريبل في 18 سبتمبر 1956. امتلكت مولا أطول فترة حمل للقب، حيث احتفظت به لمدة 10 سنوات، لكن WWE تعتبر أن عهدها استمر 28 عامًا، حيث إن التغييرات التي طرأت على اللقب بين عامي 1956 و1984 لم يتم الاعتراف بها رسميًا من قبل الاتحاد. من الناحية الفنية، تعد ذا فابولوس مولا متعادلة مع تريش ستراتس من حيث أكبر عدد من مرات الفوز باللقب، حيث حصلت كل منهما على 7 مرات، ولكن بسبب عدم اعتراف WWE بالتغييرات التي حدثت بين 1956 و1984، فإن مولا تمتلك رسميًا 4 ألقاب فقط، في حين تحتفظ تريش ستراتس بالرقم القياسي بـ 7 مرات. أما أقصر فترة حمل للقب، فكانت من نصيب ميكي جيمس في عهدها الثالث، حيث استمر لأقل من ساعة واحدة. فقط أربع نساء تمكنّ من الاحتفاظ بالبطولة لفترة متواصلة تجاوزت سنة كاملة (365 يومًا): ذا فابولوس مولا (حققت ذلك 6 مرات منفصلة)، سينسيشونال شيري، روكين روبن و تريش ستراتس.
وعلى الرغم من أن اللقب كان مخصصًا بشكل أساسي للمصارعات، فقد حمله رجلٌ مرة واحدة، وهو هارفي ويبلمان، الذي فاز به تحت الاسم المستعار "هيرفينا".

### روابط خارجية
- التاريخ الرسمي لبطولة WWE للنساء
- Wrestling-Titles.com: بطولة WWE للنساء
- تاريخ لقب بطولة WWE للنساء